# Institutsgebäude Deutschhausstraße 17a

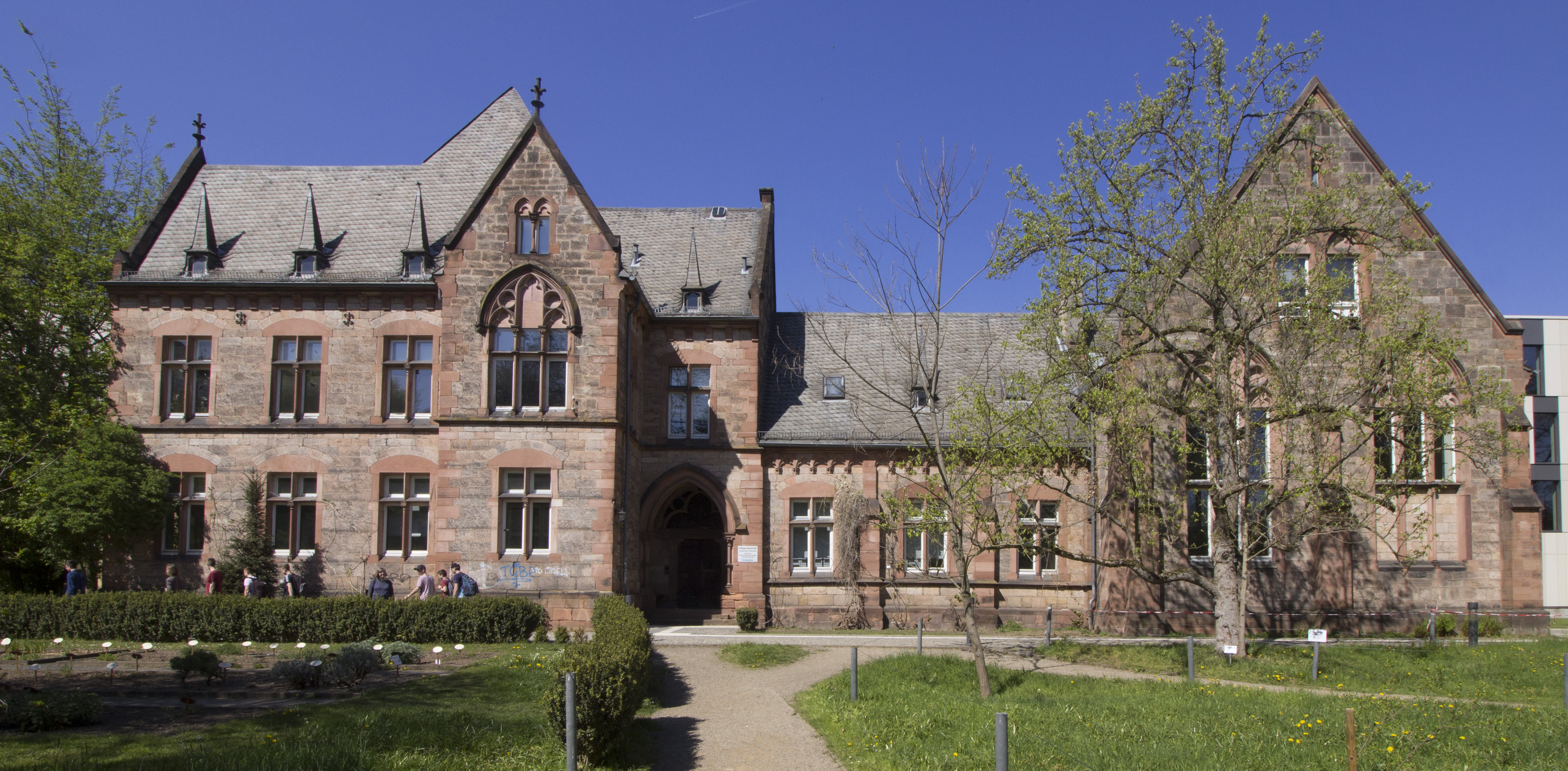
Das Hauptgebäude von Carl Schäfer

Das Institutsgebäude Deutschhausstraße 17a in Marburg wurde zwischen 1873 und 1875 von Carl Schäfer als Botanisch-Pharmakognostisches Institut errichtet und später von Karl vom Dahl erweitert. Es befindet sich am Rand des Alten Botanischen Gartens und war lange Zeit Sitz des Instituts für Pharmazeutische Biologie der Philipps-Universität Marburg.

## Geschichte
Der Bau wurde zwischen 1873 und 1875 von Carl Schäfer, dem Universitätsarchitekten der Philipps-Universität Marburg, nach den Vorstellungen des damaligen Direktors des Instituts, Albert Wigand, errichtet. Er diente als Botanisch-Pharmakognostisches Institut und gleichzeitig als Botanisches Museum.
Östlich des Instituts lagen die Reste eines Gewächshauses. Diese wichen dem Hörsaalanbau, der bereits 1887 geplant, jedoch erst während der Amtsperiode unter Paul Arthur Meyer 1896/97 von Karl vom Dahl ausgeführt wurde. Das Sammlungshaus mit einem Verbindungsgang zum Hauptgebäude wurde 1909 westlich des Institutsgebäudes errichtet. Die Pläne entwarf der königliche Baurat und Kreisbauinspektor Richard Anton Hallmann nach den Vorstellungen von Meyer.
Später kamen weitere Anbauten hinzu, die für die Forschung der pharmazeutischen Biologie nötig waren. Diese wurden in den letzten Jahren alle wieder abgebrochen, womit der originale Zustand der Anlage wieder sichtbar ist.

## Architektur
Das Gebäude ist im neugotischen Stil erbaut und zeichnet sich durch seine sorgfältig gestaltete Sandsteinfassade aus. Der Bau erstreckt sich über zwei Stockwerke und einen Kellersockel und endet in einem schiefergedeckten Satteldach. Die Fassade des westlichen, zuerst errichteten Gebäudekomplexes verspringt nach Norden, Westen und Süden in Risaliten. Die auffällige Fassadengestaltung weist Gesimse, Konsolen, Maßwerkornamente, steinerne Fensterkreuze und Eckquaderungen, sowie eine bewegte Dachzone mit Gauben und Giebeln auf. Das repräsentativ gestaltete Portal trägt die Inschrift: „in minimis deus maximus“.
Auch im Inneren findet sich die Formensprache der Neogotik wieder.
Der Hörsaalanbau von 1896/97 passt sich an den älteren Baukörper an. Er kragt als Risalit mit hohen Spitzbogenfenstern zu beiden Giebelseiten aus. Kräftige Stützpfeiler ergänzen die neugotische Formenvielfalt des Bauwerks. Nur in der Steinbearbeitung lassen sich Unterschiede zwischen den beiden Gebäudeteilen feststellen.
Das Sammlungshaus mit einem Verbindungsgang zum Hauptgebäude von 1909 weist eine schlichte Erscheinung als Zweckbau auf. Der bescheiden gestaltete Putzbau erhebt sich eingeschossig über einem Souterraingeschoss und schließt mit einem ausgebauten Walmdach ab. Die nach Süden gerichtete Fensterfront gliedern sieben Achsen. Eine weitere, rückspringende Achse schließt sich nach Westen hin an, hier liegt der Zugang. Im Obergeschoss befinden sich Stichbogenfenster, im Souterrain handelt es sich um Rechteckfenster. Sowohl die Fenster- und als auch Türeinfassungen heben sich in Sandstein von der Putzfassade ab.

## Nutzung
Lange Zeit beherbergte das Gebäude das Institut für Pharmazeutische Biologie. Aktuell steht es leer und soll nach einer Sanierung Heimat einer geisteswissenschaftlichen Professur werden. Auch das ehemalige Sammlungshaus steht aktuell leer und soll als Institutsgebäude Deutschhausstraße 17 saniert werden.

## Denkmal
Das Gebäude ist zusammen mit dem angrenzenden Sammlungshaus ein Kulturdenkmal, das sowohl aus städtebaulichen als auch aus künstlerischen Gründen geschützt ist. Es steht aufgrund seiner Architektur und der bedeutenden Funktion im Zusammenhang mit der botanischen und pharmazeutischen Forschung als schützenswertes Bauwerk unter Denkmalschutz.